# Miguel Protospatario
Miguel Protospatario (en italiano Michele Protospata) fue, durante el breve periodo que va de 1031 a 1033, el catapán de Italia bajo el Imperio bizantino. 
Fue enviado a Bari, la capital del Catapanato de Italia después de que su antecesor en el cargo, Poto Argiro, muriera en batalla contra los sarracenos del Emirato de Sicilia cerca de Cassanum (Calabria). Miguel Protospatario era un alto funcionario en la corte imperial de Constantinopla.
Miguel Protospatario llegó al sur de Italia a principios de 1032 con un nuevo ejército, integrado no solo por reclutas del Occidente europeo como tropa auxiliar, sino también por tropas de élite de Asia Menor y de Siria. Sin embargo, se desconoce qué pasó con este gran ejército cuando su comandante fue sustituido en 1033 por su sucesor como catapán de Italia, Constantino Opo.